# Fædrelandet (1834-82)
 Denne artikel omhandler den nationalliberale avis af dette navn. Opslagsordet har også en anden betydning, se Fædrelandet (1939-1945).
Fædrelandet var en dansk avis der udkom i årene 1834-82. Bladet var oprindeligt et ugeskrift udgivet af C.N. David, men blev efter Frederik 6.s død i december 1839 relanceret ved nytårsskiftet 1840 som en avis, med bl.a. Orla Lehmann og Carl Ploug som medarbejdere.
Fædrelandet blev en af de førende aviser i kampen om en fri forfatning, især da den i 1840'erne talte for nationalitetskampen i Slesvig og dermed de nationalliberale synspunkter ("Danmark til Ejderen!") i sit journalistisk-politiske program.
Under martsrevolutionen i 1848 blev møderne mellem de nationalliberale således holdt i avisens lokaler. Efter 1849 fastholdt avisen det nationalliberale synspunkt, bl.a. gennem redaktøren Carl Ploug.

## Chefredaktører
- Christian Georg Nathan David 1834 – 1839
- Johannes Hage 4. september 1835 – 1. juli 1837
- Balthazar Christensen 7. december 1839 – 1841
- D.G. Monrad 1. januar 1840 – 1841
- Orla Lehmann 28. marts 1841
- Carl Ploug & Jens Giødwad 12. maj 1841 – 1881
- Antonio Leigh-Smith 1881 – 1882

## Ekstern kildeer/henvisninger
- Fædrelandet, 1834-82 Arkiveret 16. februar 2007 hos  Wayback Machine – avisnet.dk
- Fædrelandet årgang 1835-1839 på Google Books
- Jette D. Søllinge & Niels Thomsen, De danske aviser, bind 1, Odense Universitetsforlag, 1988. ISBN 87-7492-664-0. s. 156-159.
- Jette D. Søllinge & Niels Thomsen, De danske aviser, bind 2, Odense Universitetsforlag, 1988. ISBN 87-7492-700-0. s. 109-110.
- Digitaliserede udgaver af Fædrelandet i Mediestream
- Fædrelandet i opslagsværket "De Danske Aviser"

| Anime eller manga | Spire Denne artikel om medie og kommunikation er en spire som bør udbygges. Du er velkommen til at hjælpe Wikipedia ved at udvide den. |